# Hospital Gran Montecelo
El Hospital Gran Montecelo es un hospital perteneciente al Complejo Hospitalario Universitario de Pontevedra, que estará terminado a finales del año 2024 y entrará en servicio a mediados de 2025. Está situado en la parroquia civil de Mourente en Pontevedra (España) y está destinado a atender un área sanitaria de más de 300 000 personas.

## Historia
A finales de los años 1990 se puso en evidencia la necesidad de la construcción de un nuevo hospital para la  ciudad de Pontevedra y su área sanitaria. En el año 2000, el presidente de la Junta de Galicia realizó las primeras declaraciones para dotar a la ciudad de un nuevo hospital.
Después de sucesivas ampliaciones del viejo hospital Montecelo, el 26 de junio de 2009 el presidente de la Junta de Galicia hizo público el proyecto para la construcción de un nuevo hospital en el sureste de la ciudad en terrenos situados en el lugar de Monte Carrasco entre las parroquias de Marcón y Tomeza, al que se denominó Hospital de Monte Carrasco.
La ubicación elegida por el gobierno gallego suscitó la oposición del ayuntamiento de Pontevedra y de parte de la ciudadanía, lo que provocó después de varios años de controversia la paralización del proyecto a pesar de que ya se había realizado el desdoblamiento de la carretera PO-542 cuyo objetivo era servir como principal acceso al hospital. Finalmente, el 26 de julio de 2016, la Junta de Galicia anunció la cancelación del proyecto de construcción del Hospital de Monte Carrasco y la construcción de un nuevo hospital en el lugar de Montecelo, al lado del viejo Hospital Montecelo.
En 2020 la Junta de Galicia puso en marcha la construcción del nuevo hospital para la ciudad de Pontevedra y su área sanitaria de más de 300 000 habitantes al que denominó Gran Montecelo. Las obras empezaron el 3 de mayo de 2021.
El nuevo hospital Gran Montecelo cuenta con más especialidades que el viejo Hospital Montecelo, incluyendo radioterapia, medicina nuclear, hemodinámica y cuidados intensivos neonatales y pediátricos, y una capacidad de 724 camas.
El director de la obra es el arquitecto especialista en hospitales Alberto Jorge Camacho. Su estudio de arquitectura Chile-15 forma parte de la Unión Temporal de Empresas encargada del proyecto, además del Gabinete de Arquitectura e Urbanismo (GAU) y JG Ingenieros, con los arquitectos Alberte González Rodríguez y Jaime López Valdés.
Se espera que el nuevo hospital Gran Montecelo entre en funcionamiento a mediados del año 2025 y el nuevo parking de 892 plazas y la cafetería a finales de 2026.

## Descripción
El nuevo hospital Gran Montecelo tiene una superficie de 92 000 metros cuadrados(sustituyendo a los 79 500 del viejo hospital Montecelo y del Hospital Provincial de Pontevedra juntos, y que con la remodelación interior del viejo Hospital Montecelo pasará en total a un complejo hospitalario de 118 000 metros cuadrados) distribuidos en un total de 10 pisos. El nuevo hospital incluye tres nuevos bloques, con áreas sanitarias definidas. El primer volumen (debajo del cual se ubica la planta -1) cuenta con dos edificaciones de cinco plantas: en el edificio delantero se ubican las consultas externas, y los servicios de hematología, medicina preventiva, cardiología y digestivo. En el segundo bloque (trasero) se sitúan las urgencias, cirugía, la UCI pediátrica y los laboratorios. Encima de estos dos bloques se levanta un tercer bloque en forma de Z de cuatro plantas correspondiente al nuevo edificio de hospitalización.
El hospital tiene ocho plantas de servicios médicos: cuatro de tratamiento y diagnóstico y cuatro de hospitalización. Los bloques quirúrgicos están conectados a través de pasillos. El hospital dispone de 720 camas (con un 60% de habitaciones individuales), 20 quirófanos, 280 consultas, 162 puestos de día y 117 puestos de urgencias. Además el hospital cuenta con otras dos plantas, una para centrales energéticas y servicios logísticos y otra para urgencias, diálisis o medicina nuclear. Al lado de la zona de urgencias se situará un helipuerto.
La edificación integra el edificio del viejo Hospital Montecelo para crear un volumen único por medio de un vestíbulo o atrio que continúa hasta el edificio del hospital antiguo y de la nueva cafetería que servirá de conexión entre las dos edificaciones. En el vestíbulo se sitúan los ascensores que llevan a las plantas de hospitalización, quioscos de flores, una cafetería y un quiosco de prensa. Una calle hospitalaria con establecimientos como una peluquería y una tienda comunica el hospital antiguo con el nuevo y planifica las circulaciones hospitalarias. En el hospital destaca este gran patio o atrio cubierto acristalado y pasadizo lucernario.
Los espacios del hospital están conectados con grandes pasillos, ejes y conexiones verticales que estructuran las especialidades con dos patios descubiertos cruzados por pasarelas techadas que permiten la iluminación y la ventilación de cada área. Las fachadas exteriores están protegidas por lamas, unas láminas colocadas estratégicamente para filtrar la luz del sol.
La cafetería, que dispondrá de terraza, será construida sobre una pasarela acristalada y volada con vistas panorámicas a la ría de Pontevedra, a la ciudad y sus puentes y a la isla de Tambo, que a su vez conectará el nuevo aparcamiento con el hospital. 
La estructura de hospitalización se configura como una estructura flotante en forma de Z con cuatro plantas y vistas a la ría de Pontevedra.
El complejo hospitalario contará con 900 nuevas plazas de aparcamiento que se repartirán en cuatro plataformas abiertas y comunicadas entre sí. Además de esas plazas, se habilitará otra zona de estacionamiento en urgencias con 128 plazas, y se mantendrán 212 plazas de aparcamiento de dominio público en el aparcamiento en superficie ya existente, así como 49 más en la urbanización del entorno del hospital. En total el número de plazas de aparcamiento disponibles será de 1.281. 892 de estas plazas serán de pago, explotadas en régimen de concesión. Este aparcamiento dispondrá de cinco accesos peatonales.

### Distribución de espacios
Las plantas de tratamiento y hospitalización del Hospital Gran Montecelo se distribuyen del siguiente modo:

#### Plantas de tratamiento
- Planta 0: Servicios y áreas ambulatorias: Admisión de pacientes, laboratorios, consultas externas, hospital de día y rehabilitación.
- Planta 1: Despachos de dirección, consultas externas y servicio de diagnóstico por imagen.
- Planta 2-3: Área materno-infantil: En la planta 2 se ubicará otro hospital de día y un espacio de pruebas funcionales. En la planta 3 se sitúan los quirófanos, paritorio, rehabilitación, camas de críticos y la UCI.

#### Plantas de hospitalización
Las cuatro plantas de hospitalización se ubican en un bloque flotante en forma de Z sobre una base rectangular.

## Accesos

### Por carretera
El acceso principal se realiza por la carretera N-541. También se puede acceder en coche por la carretera PO-532. Circunvalando el hospital Gran Montecelo se construyó un nuevo vial perimetral de 850 metros de longitud con dos carriles de circulación, aceras y cuatro glorietas, que arranca en la calle Ángel Limeses y finaliza delante del pabellón del Centro Príncipe Felipe. Este vial fue inaugurado el 26 de marzo de 2024.

### En autobús
Al Hospital llega la línea 2 (azul) del servicio de autobuses urbanos de la ciudad.
L2 Plaza de Galicia → Ciudad Administrativa → Avenida María Victoria Moreno → Avenida de la Estación → Glorieta de la Avenida de Eduardo Pondal → Calle Hortas → Avenida Virxinia Pereira Renda  → Calle San Mauro → Moldes → Ciudad Infantil Príncipe Felipe → 